# Legea gazelor ideale

Izotermele unui gaz ideal în diagrama p-V: liniile curbe reprezintă relația dintre presiune (pe axa verticală) și volum (pe axa orizontală), la diferite temperaturi. Liniile mai depărtate de origine sunt corespunzătoare unor temperaturi mai mari.

Legea gazelor ideale este una dintre legile gazelor și reprezintă ecuația de stare a unui gaz ideal. Este o bună aproximație a comportamentului unor gaze în unele condiții, deși are unele limitări. A fost descrisă pentru prima dată de către Émile Clapeyron în 1834, ca fiind o combinație dintre următoarele legi empirice: legea Boyle-Mariotte, legea lui Charles și legea lui Avogadro.
Are o importanță deosebită în termodinamică, permițând definirea unor noțiuni (potențial termodinamic) și deducerea unor egalități.

## Formă

### Forma comună
Ecuația acestei legi, numită ecuația termică de stare a gazului ideal, este adesea scrisă sub forma:
{\displaystyle PV=nRT,}
unde:
- {\displaystyle P} este presiunea unui gaz,
- {\displaystyle V} este volumul unui gaz,
- {\displaystyle n} este cantitatea unui gaz (în moli),
- {\displaystyle R} este constanta universală a gazului ideal, egală cu produsul dintre Constanta Boltzmann și  numărul lui Avogadro,
- {\displaystyle T} este temperatura absolută a gazului.